# Кобозєв Микола Іванович
Кобозєв Микола Іванович (8.10.1901, Кубань, Російська імперія — 1993, Франція) — французький генетик і ветеринар російського походження, співавтор відкриття Т-гену.
Народився на Кубані, служив у Збройних силах Півдня Росії під час громадянської війни в Росії, евакуювався з Криму та емігрував до Франції 1921 року. 1922 року здобув ступінь бакалавра, 1927 року отримав французьке громадянство.
Закінчив природничий факультет Сорбоннського університету. Надалі працював у Радієвому інституті в 1925-1934 роках під керівництвом Клода Рего та Надії Добровольської-Завадської. Після захисту докторської дисертації 1934 року (опублікована 1935 року) перейшов до генетичної лабораторії Національного музею природознавства. З 1937 року був керівником генетичної лабораторії в Національній ветеринарній школі Альфорта, а надалі став завідувати кафедрою генетики в цьому закладі.
Був одружений з Наталією Олександрівною Помряскінською (9.05.1891—19.12.1965), разом з якою підготував підручник «Спеціальна генетика для ветеринарної медицини».

## Наукові праці
- Dobrovolskaïa-Zavadskaïa N., Kobozieff N, Veretennikoff S. Etude morphologique et genetique de la brachyourie chez les descendants de souris a testicules irradies. // Arch de Zool Exp. — 1934. — № 76. — P. 249—258.
- Dobrovolskaïa-Zavadskaïa N., Kobozieff N. Sur la reproduction des souris anoures. // C R Soc Biol. — 1927. — № 97. — P. 116—118.
- Dobrovolskaïa-Zavadskaïa N., Kobozieff N. Les souris anoures et a queue filiforme qui se reproduisent entre elles sans disjonction. II // C R Soc Biol. — 1932. — № 110. — P. 782—784.
- Kobozieff, N., N.A. Pomriaskinsky-Kobozieff. Precis de Genetique Appliquee a la Medecine Veterinaire. Paris: Vigot Freres 1943. 216p
- Kobozieff, N; Pomriaskinsky-Kobozieff N.; Gemahling, E, "Hypotrichose periodique chez la souris [Архівовано 8 Червня 2020 у Wayback Machine.]." (1963). Subject Strain Bibliography 1963. 604.